# Gauré
Gauré es una comuna francesa situada en el departamento de Alto Garona, en la región de Occitania.

## Demografía
| 305 | 252 | 270 | 319 | 355 | 495 | 467 |
| Para los censos de 1962 a 1999 la población legal corresponde a la población sin duplicidades (Fuente: INSEE [Consultar]) |     |     |     |     |     |     |